# Michail Kuzmin
Michail Aleksejevitj Kuzmin (ryska: Михаил Алексеевич Кузмин), född 6 oktober (gs.) (18 oktober (ns) 1872 i Jaroslavl, död 1 mars 1936 i Leningrad, var en rysk poet och musiker.

## Biografi
Kuzmin föddes i en adlig familj i Jaroslavl. Han växte upp i Sankt Petersburg och studerade musik vid Sankt Petersburgs Konservatorium under Nikolaj Rimskij-Korsakov, dock tog han aldrig någon examen. Men han gav inte upp musiken; han komponerade bland annat musiken till Vsevolod Meyerholds uppsättning av Aleksandr Bloks pjäs Balaganchik, 1906. Han tonsatte även många dikter, både egna och andras. 
En av hans närmsta vänner och som mest influerade honom som ung var den flerspråkiga aristokraten Georgij Tjitjerin (senare sovjetisk politiker och utrikesminister), en passionerad beundrare av Richard Wagner och Friedrich Nietzsche. En annan stark influens var hans resor, först till Egypten och Italien och senare till norra Ryssland, där han blev djupt gripen av de gammaltroende. Han bosatte sig i Sankt Petersburg, där han ingick i kretsen kring Mir iskusstva. Hans första publikationer kom 1905 och tilldrog sig Valerij Brjusov uppmärksamhet, som inbjöd honom att skriva för Brjusovs inflytelserika litterära magasin Vesy (Vågen), som var centrum för den ryska symbolistiska rörelsen, där han 1906 publicerade sin verscykel Aleksandrijskie pesni (Alexandrinska sånger), som var inspirerad av en resa till Egypten, och den första ryska romanen med ett homosexuellt tema, Krylja (Vingar) (ryska: Крылья), vilken snabbt blev omtalad och gjorde honom till en populär författare. 1908 utkom hans första diktsamling, Seti. 
1908 bodde han hos Sergej Sudejkin och hans första fru Olga Glebova, vilka varit gifta i ett år; då Olga upptäckte att hennes man hade en affär med Kuzmin. Hon insisterade på att Kuzmin skulle flytta ut. Men de fortsatte att ha ett produktivt, professionellt samarbete med pjäser, musikaftnar och poesiuppläsningar. Kuzmin var även en av Sudeikins andra frus, Vera de Bossets, favoritpoeter. 
Kuzmins förbindelse med symbolisterna var aldrig definitiv, och 1910 hjälpte han den akmeistiska rörelsen att få uppmärksamhet med sitt poetiska manifest O prekrasnoj jasnosti, som markerar övergången mellan symbolismen och akmeismen. Han var inte mer medlem av den gruppen än han var av symbolisterna, men han var personligt associerad med ett antal av dem; under åren 1910-1912 bodde han i en lägenhet hos Vjatjeslav Ivanov, som var en annan person som influerade akmeisterna, och han var vän med Anna Achmatova, för vars första diktsamling, Vecher, han skrev ett förord. 
Från 1929 gavs hans verk inte längre ut i Sovjetunionen.
Verk av honom brändes under bokbålen runt om i Nazityskland 1933.